# Maison Doucet (Rustico)
Pour les articles homonymes, voir Maison Doucet.
La maison Doucet (anglais : Doucet House) est une maison située à Rustico sur l'Île-du-Prince-Édouard (Canada). La maison est l'un des rares exemples de construction vernaculaire par les Acadiens de l'Île-du-Prince-Édouard. Elle est aussi l'un des plus vieux édifices de l'île. Elle a été désignée lieu patrimonial par la province en 2004.